# Hentai Ōji to Warawanai Neko.
Hentai Ōji to Warawanai Neko. (変態王子と笑わない猫。 n.đ. 'Vương tử biến thái và con mèo không cười'), hay còn được gọi tắt là HenNeko (変猫) hay Towanai (とわない), là một bộ light novel Nhật Bản được viết bởi Sagara Sou và được minh họa bởi Kantoku. Media Factory đã xuất bản sáu tập từ tháng 10 năm 2010. Nó đã được chuyển thể thành một series manga vào năm 2011 và một series truyền hình anime bởi J.C.Staff, được công chiếu vào 13 tháng 4 năm 2013.

## Cốt truyện
Yokodera Yōto là một học sinh trung học năm thứ hai, là một tên biến thái nhất ở trong trường. Vấn đề của cậu ta là không giỏi biểu lộ cảm xúc thật của mình. Rồi một ngày, anh bạn thân biến thái của cậu ta hoàn toàn biến đổi và từ bỏ "tư tưởng không trong sạch" của mình, một kỳ tích mà cậu ta cho rằng là do sức mạnh của bức tượng "mèo đá". Như những tin đồn thì, chỉ cần cầu xin với bức tượng kèm theo lễ vật, người ta có thể bỏ đi được tính cách mà họ không cần nữa. Tuy nhiên, bức tượng sẽ lấy đi những tính cách đó và đưa cho người nào cần đến.
Khi Yotou đang cầu nguyện trước bức tượng, một cô gái tên là Tsutsukakushi Tsukiko đến để ước sao cho cô ấy có thể trở nên người lớn hơn và không hiển thị cảm xúc của mình một cách dễ dàng. Cả hai đều cầu nguyện với bức tượng và trước sự ngạc nhiên của họ vào ngày hôm sau ở trường, Yōto không thể nói dối được, và Tsukiko là không thể hiển thị bất kỳ cảm xúc nào. Sau khi nhận ra rằng họ không thích sự thay đổi đó, cả hai đã hợp tác với nhau để cố gắng và tìm ra những người đã nhận được tính cách của họ đã bị lấy đi để lấy lại chúng. Họ gặp Azuki Azusa, một cô gái năm hai hấp dẫn vừa chuyển vào trường của họ. Rất nhiều nam sinh trong trường đã tỏ tình với cô, nhưng cô không có bạn bè và luôn luôn chỉ có một mình. Yōto phát hiện ra rằng Azusa là người đã nhận được tính cách không mong muốn của mình và cố gắng để lấy lại nó, cậu tìm cách tiếp cận Azusa. Cậu dần nhận ra mọi chuyện về Azusa và đã tìm cách giúp cô bé thoát khỏi cái võ bọc ấy (lúc này Azusa cũng dần yêu cậu).
Không muốn Yōto phải rời xa mình, Tsukiko đã xin thần mèo một số điều ước để cô được ở gần Yoto, một số rắc rối nẩy sinh.

## Các nhân vật chính
Yokodera Yōto (横寺 陽人)
Lồng tiếng bởi: Kaji Yūki
Tsutsukakushi Tsukiko (筒隠 月子)
Lồng tiếng bởi: Ogura Yui
Azuki Azusa (小豆 梓)
Lồng tiếng bởi: Ishihara Kaori
Tsutsukakushi Tsukushi (筒隠 つくし)
Lồng tiếng bởi: Tamura Yukari
Emi (エミ)/ Emanuela Pollarola (エマヌエーラ・ポルラローラ Emanuēra Porurarōra)
Lồng tiếng bởi: Aimi
Ponta (ポン太)
Lồng tiếng bởi: Nojima Hirofumi
Maimaki Mai (舞牧 麻衣)
Lồng tiếng bởi: Takakura Yuka

## Các phiên bản chuyển thể

### Tiểu thuyết
Hentai Ōji to Warawanai Neko. bắt đầu được viết dưới dạng một series tiểu thuyết, được viết bởi Sagara Sou, với sự minh họa của Kantoku. Cuốn tiểu thuyệt đầu tiên đã được xuất bản bởi Media Factory vào ngày 25 tháng 10 năm 2010. Sáu tập tiếp theo đã được ra mắt vào ngày 25 tháng 3 năm 2013. Phiên bản đặc biệt của cuốn tiểu thuyết thứ sáu còn được tặng kèm một đĩa Drama CD.

### Manga
Một phiên bản manga, được minh họa bởi Okomeken, bắt đầu được tuần tự hóa vào tháng 6 năm 2011, được phát hành trong tạp chí Nguyệt san Comic Alive của Media Factory. Tập tankōbon đầu tiên được ra mắt vào ngày 23 tháng 8 năm 2011, và bốn tập sau được ra mắt vào ngày 23 tháng 3 năm 2013. Bản tiếng Anh đã được cấp phép bởi Digital Manga. Tập đầu tiên của bản tiếng Anh đã được ra mắt vào ngày 13 tháng 10 năm 2012. Một cuốn manga spin-off với tựa đề: Hentai Ōji to Warawanai Neko. Nya! (変態王子と笑わない猫。にゃ), được minh họa bởi Kashi, được ra mắt dưới dạng manga đơn vào ngày 23 tháng 3 năm 2013. Ở Việt Nam, bộ manga này vẫn chưa được xuất bản và phát hành, tính đến thời điểm hiện nay.

### Anime
Một phiên bản anime đã được sản xuất bởi J.C.Staff và được đạo diễn bởi Suzuki Yōhei, đã chính thức lên sóng truyền hình vào ngày 13 tháng 4 năm 2013. Không chỉ vậy, nó cũng đang được chiếu trên Crunchyroll. Bài hát mở đầu có tựa đề "Fantastic Future" do ca sĩ Tamura Yukari trình bày, và bài hát kết thúc là "Baby Sweet Berry Love" do ca sĩ Ogura Yui trình bày. Ở Bắc Mỹ, anime này được cấp phép bởi Sentai Filmworks, và sẽ được phát hành dưới dạng kĩ thuật số và home video trong năm 2013.

#### Danh sách các tập
| Tập | Tựa đề                                                | Ngày công chiếu     |
| --- | ----------------------------------------------------- | ------------------- |
| 01 | "Hentai-san to Warawanai Neko" (変態さんと笑わない猫) | 13 tháng 4 năm 2013 |
| Yōto Yokodera, một biến thái sinh, cuối cùng cũng "bị" đề cử lên làm đội trưởng câu lạc bộ điền kinh do không thể thành thực về bản chất đồi trụy bẩm sinh của mình. Sau ngày học đó, Ponta (bạn thân của Yōto) đã kể về bức tượng mèo đá có khả năng ban điều ước cho cậu ta và lấy đi sự đồi bại của mình. Muốn được sống thực với lòng, Yōto quyết định khăn gói gối ôm lên đồi nơi có tượng mèo đá. Đó cũng là nơi Hentai-san này gặp được bé Tsutsukakushi Tsukiko, người cũng muốn được mèo giúp đỡ. Liệu điều ước của Yōto và Tsukiko có thành hiện thực. Rồi một cuộc sống mới có thực sự tốt đẹp hơn... Thật khó mà đoán được, chỉ biết danh hiệu Hoàng tử "Biến Thái" được "truy tặng" từ đây! |                                                       |                     |
| 02 | "Yōsei-san wa Okoranai" (妖精さんは怒らない)          | 20 tháng 4 năm 2013 |
| Sau sự cố mèo đá linh thiêng. Một liên minh được thành lập, Yōto và Tsukiko quyết định hợp tác với nhau để tìm cách quay lại cuộc sống cũ của mình. Yōto thì phải lấy lại được vỏ bọc, còn Tsukiko thì phải tìm lại cái tật nhõng nhẽo của mình. Thế nhưng, đã cho đi thì khó lòng nhận lại. Bộ mặt giả dối của Yōto đã bị mèo đá "từ thiện" lại cho Azusa. Với "phẩm chất biến thái không vỏ bọc" liệu Hoàng tử Biến Thái có thể tiếp cận cô bé Azusa để đòi lại vỏ bọc khi mà anh ta chỉ vừa phát ngôn là... Có thực sự là cô bé Tsukiko sẽ là một đồng minh tốt? Sự việc sẽ hé mở ở tập này... có lẽ!                                                                                                 |                                                       |                     |
| 03 | "Kanishimu Mae ni Koe o Dase" (哀しむ前に声を出せ)    | 27 tháng 4 năm 2013 |
| Khi cần vỏ bọc tốt nhất là lúc người ta bị tổn thương nhiều nhất. Cô bé Azusa đã chịu quá nhiều tổn thương không đáng có, nay lại hiểu lầm Yōto. Thất vọng đã đẩy cô bé xuống giường - và đóng cửa lại. Khi mà nội bất xuất, ngoại bất nhập, cả Yōto lẫn Tsukiko đều không thể làm gì được. Cái vỏ bọc vẫn còn bị cô ta nắm giữ. Hoàng tử Biến Thái sẽ phải nỗ lực hết mình để có một Happy Ending ít nhất là cho chính mình. Kết thúc truyện này là mở đầu truyện khác, một bí mật bất ngờ. Một lời hứa lãng quên Bên hai chiếc mặt nạ Dạ lòng vẫn thấy nhột Dại dột hứa với anh! |                                                       |                     |
| 04 | "Kiraku na Ō no Heishihō" (気楽な王の斃し方)          | 04 tháng 5 năm 2013 |
| Azusa muốn cùng chàng hoàng tử Yōtohẹn hò nơi lãng mạn nhưng bị kẹt lại với đống bài tập hè cũng chỉ vì chẳng có môn nào cô ta vượt vũ môn cả. Đây quả là thời cơ vàng của Tsukiko, cosplay mê hoặc liệu có thể làm Hentai-san mê cô bé như điếu đổ được không? Hẹn hò đội lớp mua sắm liệu có thoát khỏi nắm đấm sắt của Nữ hoàng Thép,Tsukushi, không? Và rồi: "Nếu em tìm lại được cảm xúc của mình thì anh sẽ là gì của em?". Cùng với sự giúp đỡ của Azusa, liệu bức màng bí ẩn về người chị của Tsukiko?... Dại dột mà thách đấu Nữ hoàng là ngắm gà khỏa thân nghen! |                                                       |                     |
| 05 | "Sayonara Mai Hōmu" (さよならマイホーム)              | 11 tháng 5 năm 2013 |
| Cái tên nói lên tất cả. Đây là một cuộc chia tay lệ không đẫm chỉ ướt đẫm vì mưa. Hoàng tử Yōto rồi đây sẽ phải chuyển nhà bất đắc dĩ. Anh ta sẽ ra sao khi phải cùng chung sống dưới một mái nhà với chị em nhà Tsutsukakushi. Một bé mèo dễ thương và một Nữ hoàng Thép - Dead or Die? Còn bên kia chiến tuyến, Azusa cùng hai người bạn thân (cũ) đang sung sướng tận hưởng một kỳ nghỉ bên bãi biển thơ mộng và hóng cậu bạn trai hụt - Yōto. Tung tắng dưới nắng, chiều ra quán ăn, đêm đi mua sắm thực quả là một quãng thời gian hạnh phúc của bé Azusa trong khi Yōto... đang vắt giò lên cổ và lần này cậu ta sẽ vướng vào rắc rồi nào nữa đây ngoài việc chạy thục mạng!                       |                                                       |                     |
| 06 | "Yōkoso Mai Furendo" (ようこそマイフレンド)           | 18 tháng 5 năm 2013 |
| 07 | "Itsuka wa Mai Famirī" (いつかはマイファミリー)       | 25 tháng 5 năm 2013 |
| 08 | "100% no Onna no Ko" (100%の女の子)                   | 1 tháng 6 năm 2013  |
| 09 | "Kōfuku na Ōji" (幸福な王子)                          | 8 tháng 6 năm 2013  |
| 10 | "Ichiban Nagai to Iu Koto" (一番長いということ)       | 15 tháng 6 năm 2013 |
| 11 | "Tsutsukakushi-san no Ie no Naka" (筒隠さんの家の中)  | 22 tháng 6 năm 2013 |
| 12 | "Hentai Ouji to Kioku no Soto" (変態王子と記憶の外)   | 29 tháng 6 năm 2013 |